# Prästfisk
Prästfisk (Atherina presbyter) är en fisk i familjen silversidefiskar, som alla kännetecknas av att de har ett brett, silverfärgat band längs kroppssidan. Prästfisken lever längs östra Atlantkusten.

## Utseende
Prästfisken är en liten, avlång fisk med underbett som påminner om en sill, men den har taggstrålar i den främre ryggfenan (sillen har bara mjukstrålar). Ögat är stort. Ryggen är grönaktig, ofta med svarta prickar. Mellan ryggen och de silverfärgade sidorna och buken går en silvrigt grön strimma.
 Den bakre ryggfenan och den avlånga analfenan har konkava kanter upptill respektive nertill.
Största längd är 20 cm, största vikt 73 g.

## Vanor
Arten är en kustnära stimfisk som tål brackvatten och kan gå upp i flodmynningar. Födan består av kräftdjur och fiskyngel. Maximala konstaterade ålder är 4 år.

### Fortplantning
Prästfisken leker under vår till sommar på grunt vatten, där honan lägger relativt stora ägg (upp till 2 mm) som klibbar fast vid alger. De kläcks efter 1 till 2 veckor. Larverna är pelagiska.

## Utbredning
Utbredningsområdet sträcker sig från Kattegatt (där den är sällsynt), Brittiska öarna och längs Europas västkust ner till västra Medelhavet, Kanarieöarna, Mauretanien och Kap Verdeöarna. Har anträffats vid Danmark. Arten har även påträffats vid två tillfällen vid sveriges västkust, 2007 vid Ringhals och 2024 vid Grundsund.